# Campanula jacobaea
Campanula jacobaea är en klockväxtart som beskrevs av Christen Smith och Philip Barker Webb. Campanula jacobaea ingår i släktet blåklockor, och familjen klockväxter.
Artens utbredningsområde är Kap Verde. Inga underarter finns listade i Catalogue of Life.

## Bildgalleri

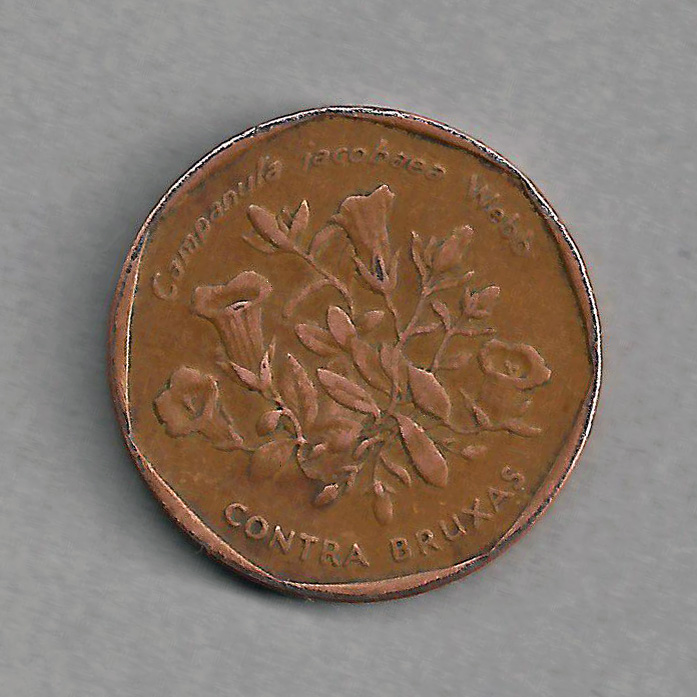